# Selim Palmgren
Selim Palmgren, född 16 februari 1878 i Björneborg, död 13 december 1951 i Helsingfors, var en finländsk tonsättare och pianist.

## Biografi
Palmgren studerade 1895 till 1899 vid Helsingfors konservatorium, därefter i Berlin och Weimar hos Ferruccio Busoni, Conrad Ansorge och Wilhelm Berger.
Åren 1909–1912 var han kapellmästare i Åbo och 1921–1926 kompositionslärare vid Eastman School of Music i Rochester, New York. Från 1927 var han lärare vid konservatoriet i Helsingfors, där han 1939 blev professor i komposition. Han var även musikkritiker i Hufvudstadsbladet från 1930.
Hans stil är senromantisk med starka impressionistiska influenser och inkorporerar även skandinavisk folkmusik på ett mer stiliserat, ljudmålande sätt. Han gjorde kompositioner främst för piano, men även  en opera, orkester- och körverk med mera.
Palmgren skrev fem pianokonserter, som anses vara hans huvudverk (nr 1, op. 13 (1903), nr 2 Floden, op. 33 (1913), nr 3 Metamorphoses, op. 41 (1916), nr. 4 Huhtikuu (april), op. 85 (1926), nr. 5, op. 99 (1941)), orkesterverk (inklusive Bilder från Finland op. 24 från 1908), omkring 350 pianostycken (främst miniatyrer, några karaktärs- och stämningsstycken, så att han kallades ”Skandinaviens Chopin” eller ”den norsiske Schumann”) och operan Daniel Hjort (uruppfördes 1910, reviderades 1938). Ett annat operaprojekt, Peter Schlemihl, kom inte längre än till librettot. Han komponerade också mer än 200 verk för kör (särskilt för manskör) och sånger.
Palmgren är begravd på Sandudds begravningsplats i Helsingfors.

## Verk
- Opera: Daniel Hjort (1911).
- Fem pianokonserter: Nr 1 (1911) ; Nr 2 Floden (1913) ; Nr 3 Metamorfoser (1915) ; Nr 4 April (1926) ; Nr 5 (1942).
- Scenmusik: till Tukhimo Askungen (1904).
- Manskvartetter: Sjöfararen vid milan ; En latmansmelodi.
- Sånger till texter av Topelius, Shakespeare och Fröding.
- Pianoverk och körverk.

## Utmärkelser
- Kommendörstecknet av Finlands Vita Ros’ orden[8]
- Kommendör av Nordstjärneorden[8]

[Redigera Wikidata]